# BNO-10-15 – Terhesség, szülés és a gyermekágy
 A BNO-kódrendszer hivatalos nemzetközi forrása az Egészségügyi Világszervezet (WHO) honlapja; az ÁEEK által finanszírozott egészségügyi ellátások tekintetében az aeek.hu az irányadó!
Az alábbi hierarchia a nyomtatott magyar kiadásnak (BNO-10, 1995) felel meg.

## Abortusszal végződő terhesség (O00-O08)
- O00 Méhen kívüli terhesség
  - O00.0 Hasűri terhesség
  - O00.1 Kürtterhesség (tubáris abortus)
  - O00.2 Petefészek terhesség
  - O00.8 Egyéb méhen kívüli terhesség
  - O00.9 Méhen kívüli terhesség k.m.n.
- O01 Üszögterhesség
  - O01.0 Klasszikus mola hydatidosa
  - O01.1 Inkomplett és részleges mola hydatidosa
  - O01.9 Mola hydatidosa k.m.n.
- O02 A fogamzás egyéb rendellenes termékei
  - O02.0 Üres petezsák (blighted ovum) és nem-hydatidiform mola
  - O02.1 Missed abortion
  - O02.8 A fogamzás egyéb meghatározott rendellenes termékei
  - O02.9 A fogamzás egyéb rendellenes termékei, k.m.n.
- O03 Spontán vetélés
  - O03.0 Spontán inkomplett vetélés ivarszervi és medencei fertőzéssel
  - O03.1 Spontán inkomplett vetélés elhúzódó vagy bő vérzéssel
  - O03.2 Spontán inkomplett vetélés embóliával
  - O03.3 Spontán inkomplett vetélés egyéb és k.m.n. szövődményekkel
  - O03.4 Spontán inkomplett vetélés szövődmény nélkül
  - O03.5 Spontán komplett vagy k.m.n. vetélés ivarszervi és medencei fertőzéssel
  - O03.6 Spontán komplett vagy k.m.n. vetélés elhúzódó vagy igen bő vérzéssel
  - O03.7 Spontán komplett vagy k.m.n. vetélés embóliával
  - O03.8 Spontán komplett vagy k.m.n. vetélés egyéb és k.m.n. szövődményekkel
  - O03.9 Spontán komplett vagy k.m.n. vetélés szövődmény nélkül
- O04 Terhességmegszakítás (művi vetélés szociális vagy orvosi indikáció alapján)
  - O04.0 Művi inkomplett vetélés ivarszervi és medencei fertőzéssel
  - O04.1 Művi inkomplett vetélés elhúzódó vagy bő vérzéssel
  - O04.2 Művi inkomplett vetélés embóliával
  - O04.3 Művi inkomplett vetélés egyéb és k.m.n. szövődményekkel
  - O04.4 Művi inkomplett vetélés szövődmény nélkül
  - O04.5 Művi komplett vagy k.m.n. vetélés ivarszervi és medencei fertőzéssel
  - O04.6 Művi komplett vagy k.m.n. vetélés elhúzódó vagy igen bő vérzéssel
  - O04.7 Művi komplett vagy k.m.n. vetélés embóliával
  - O04.8 Művi komplett vagy k.m.n. vetélés egyéb és k.m.n. szövődményekkel
  - O04.9 Művi komplett vagy k.m.n. vetélés szövődmény nélkül
- O05 Vetélés egyéb okból
  - O05.0 Egyéb inkomplett vetélés ivarszervi és medencei fertőzéssel
  - O05.1 Egyéb inkomplett vetélés elhúzódó vagy bő vérzéssel
  - O05.2 Egyéb inkomplett vetélés embóliával
  - O05.3 Egyéb inkomplett vetélés egyéb és k.m.n. szövődményekkel
  - O05.4 Egyéb inkomplett vetélés szövődmény nélkül
  - O05.5 Egyéb komplett vagy k.m.n. vetélés ivarszervi és medencei fertőzéssel
  - O05.6 Egyéb komplett vagy k.m.n. vetélés elhúzódó vagy igen bő vérzéssel
  - O05.7 Egyéb komplett vagy k.m.n. vetélés embóliával
  - O05.8 Egyéb komplett vagy k.m.n. vetélés egyéb és k.m.n. szövődményekkel
  - O05.9 Egyéb komplett vagy k.m.n. vetélés szövődmény nélkül
- O06 Vetélés k.m.n.
  - O06.0 K.m.n. inkomplett vetélés ivarszervi és medencei fertőzéssel
  - O06.1 K.m.n. inkomplett vetélés elhúzódó vagy bő vérzéssel
  - O06.2 K.m.n. inkomplett vetélés embóliával
  - O06.3 K.m.n. inkomplett vetélés egyéb és k.m.n. szövődményekkel
  - O06.4 K.m.n. inkomplett vetélés szövődmény nélkül
  - O06.5 K.m.n. komplett vagy k.m.n. vetélés ivarszervi és medencei fertőzéssel
  - O06.6 K.m.n. komplett vagy k.m.n. vetélés elhúzódó vagy igen bő vérzéssel
  - O06.7 K.m.n. komplett vagy k.m.n. vetélés embóliával
  - O06.8 K.m.n. komplett vagy k.m.n. vetélés egyéb és k.m.n. szövődményekkel
  - O06.9 K.m.n. komplett vagy k.m.n. vetélés szövődmény nélkül
- O07 Sikertelenül megkísérelt terhességmegszakítás
  - O07.0 Sikertelen terhességmegszakítás ivarszervi és medencei fertőzéssel
  - O07.1 Sikertelen terhességmegszakítás elhúzódó vagy bő vérzéssel
  - O07.2 Sikertelen terhességmegszakítás embóliával
  - O07.3 Sikertelen terhességmegszakítás egyéb és k.m.n. szövődményekkel
  - O07.4 Sikertelen terhességmegszakítás szövődmény nélkül
  - O07.5 Sikertelenül megkísérelt egyéb és meghatározatlan vetélés ivarszervi és medencei fertőzéssel
  - O07.6 Sikertelenül megkísérelt egyéb és k.m.n. vetélés elhúzódó bő vérzéssel
  - O07.7 Sikertelenül megkísérelt egyéb és k.m.n. vetélés embóliával
  - O07.8 Sikertelenül megkísérelt egyéb és k.m.n. vetélés egyéb k.m.n. szövődményekkel
  - O07.9 Sikertelen egyéb és k.m.n. vetélés szövődmény nélkül
- O08 Vetélést, méhen kívüli és üszögterhességet követő szövődmények
  - O08.0 Vetélést, méhen kívüli és üszögterhességet követő genitális és kismedencei fertőzés
  - O08.1 Vetélést, méhen kívüli és üszögterhességet követő elhúzódó vagy erős vérzés
  - O08.2 Vetélést, méhen kívüli és üszögterhességet követő embólia
  - O08.3 Vetélést, méhen kívüli és üszögterhességet követő shock
  - O08.4 Vetélést, méhen kívüli és üszögterhességet követő veseelégtelenség
  - O08.5 Vetélést, méhen kívüli és üszögterhességet követő anyagcserezavarok
  - O08.6 A kismedencei szervek és szövetek károsodása vetélés, méhen kívüli és üszögterhességet követően
  - O08.7 Vetélést, méhen kívüli és üszögterhességet követő vénás szövődmények
  - O08.8 Vetélést, méhen kívüli és üszögterhességgel követő egyéb szövődmények
  - O08.9 Vetélést, méhen kívüli és üszögterhességet követő szövődmény k.m.n.

## Oedema, proteinuria és magasvérnyomás terhességben, szülés alatt és a gyermekágy folyamán (O10-O16)
- O10 Terhességet, szülést és gyermekágyat komplikáló, a terhesség előtt is fennálló magasvérnyomás
  - O10.0 Terhességet, szülést és gyermekágyat komplikáló, terhesség előtt is fennálló magasvérnyomás betegség
  - O10.1 Terhességgel, szüléssel és gyermekággyal szövődött, a terhesség előtt ismert, hypertensiv szívbetegséggel társult magasvérnyomás
  - O10.2 Terhességgel, szüléssel és gyermekággyal szövődött, a terhesség előtt ismert, hypertensiv vesebetegséggel társult magasvérnyomás
  - O10.3 Terhességgel, szüléssel és gyermekággyal szövődött, a terhesség előtt ismert, hypertensiv vese- és szívbetegséggel társult magasvérnyomás
  - O10.4 Terhességgel, szüléssel és gyermekággyal szövődött a terhesség előtt ismert, másodlagos magasvérnyomás
  - O10.9 Terhességgel, szüléssel és gyermekággyal szövődött, a terhesség előtt ismert, k.m.n. magasvérnyomás
- O11 Terhesség előtt ismert hypertensiv betegségek, rárakódott fehérjevizeléssel
- O12 Terhességi [terhesség által kiváltott] vizenyő és fehérjevizelés magasvérnyomás nélkül
  - O12.0 Terhességi vizenyő
  - O12.1 Terhességi fehérjevizelés
  - O12.2 Terhességi vizenyő fehérjevizeléssel
- O13 Terhességi [terhesség által kiváltott] magasvérnyomás szignifikáns fehérjevizelés nélkül
- O14 Terhességi [terhesség által kiváltott] magasvérnyomás szignifikáns fehérjevizeléssel
  - O14.0 Középsúlyos prae-eclampsia
  - O14.1 Súlyos prae-eclampsia
  - O14.9 Prae-eclampsia k.m.n.
- O15 Eclampsia
  - O15.0 Eclampsia a terhesség alatt
  - O15.1 Eclampsia a vajúdás alatt
  - O15.2 Eclampsia a gyermekágyban
  - O15.9 Eclampsia nem meghatározott időszakban
- O16 Anyai magasvérnyomás k.m.n.

## Egyéb, főként a terhességgel kapcsolatos anyai rendellenességek (O20-O29)
- O20 Vérzés a terhesség első három hónapjában
  - O20.0 Fenyegető vetélés
  - O20.8 Egyéb vérzés a terhesség első három hónapjában
  - O20.9 Vérzés a terhesség első három hónapjában, k.m.n.
- O21 Terhességi excesszív hányás
  - O21.0 Enyhe hyperemesis gravidarum
  - O21.1 Hyperemesis gravidarum anyagcserezavarral
  - O21.2 Hányás a terhesség későbbi szakaszában
  - O21.8 Egyéb a terhességet komplikáló hányás
  - O21.9 Terhességi hányás k.m.n.
- O22 Vénás szövődmények terhesség alatt
  - O22.0 Visszértágulat az alsó végtagon a terhesség alatt
  - O22.1 Terhesség alatti vénatágulatok a genitális tájékon
  - O22.2 Felületes thrombophlebitis a terhesség alatt
  - O22.3 Mélyvénás thrombosis a terhesség alatt
  - O22.4 Aranyér a terhesség alatt
  - O22.5 Agyi (sinus) thrombosis a terhesség alatt
  - O22.8 Egyéb vénás szövődmények a terhesség alatt
  - O22.9 Vénás szövődmény a terhesség alatt, k.m.n.
- O23 Az urogenitális rendszer fertőzései terhességben
  - O23.0 A vese fertőzései terhességben
  - O23.1 A húgyhólyag fertőzései terhességben
  - O23.2 A húgycső fertőzései a terhességben
  - O23.3 A húgyutak egyéb részeinek fertőzései a terhességben
  - O23.4 A húgyutak k.m.n. fertőzése terhességben
  - O23.5 A nemi szervek fertőzései terhességben
  - O23.9 Egyéb, és k.m.n. urogenitális fertőzés terhességben
- O24 Cukorbetegség terhességben
  - O24.0 Terhesség előtt fennálló inzulin függő cukorbetegség (IDDM)
  - O24.1 Terhesség előtt fennálló nem inzulin függő (NIDDM) cukorbetegség
  - O24.2 Terhesség előtt fennálló hiányos táplálkozással összefüggő cukorbetegség
  - O24.3 Terhesség előtt fennálló k.m.n. típusú cukorbetegség
  - O24.4 Terhesség alatt jelentkező cukorbetegség (gesztációs diabetes mellitus) (GDM)
  - O24.9 Terhességgel szövődött, cukorbetegség k.m.n.
- O25 Hiányos táplálkozás terhességben
- O26 Veszélyeztetett terhesség egyéb, főként a terhességgel kapcsolatos állapotok miatt
  - O26.0 Terhesség alatti túlzott súlygyarapodás
  - O26.1 Csekély súlygyarapodás terhességben
  - O26.2 Veszélyeztetett terhesség szokványos vetélés miatt
  - O26.3 Visszamaradt méhen belüli fogamzásgátló eszközzel hordott terhesség
  - O26.4 Herpes gestationis
  - O26.5 Anyai hypotensiós szindróma
  - O26.6 Májbetegségek a terhesség alatt, szüléskor és a gyermekágyban
  - O26.7 Symphyseolysis a terhesség alatt, szüléskor és a gyermekágyban
  - O26.8 Egyéb terhességgel összefüggő állapotok
  - O26.9 Terhességgel kapcsolatos állapotok k.m.n.
- O28 Terhesgondozási szűrés során felfedezett kóros leletek
  - O28.0 Terhesgondozási szűrés során felfedezett haematológiai rendellenesség
  - O28.1 Terhesgondozási szűrés során felfedezett biokémiai rendellenesség
  - O28.2 Terhesgondozási szűrés során felfedezett cytológiai rendellenesség
  - O28.3 Terhesgondozási szűrés során ultrahang-lelet rendellenesség
  - O28.4 Terhesgondozási szűrés során radiológiai rendellenesség
  - O28.5 Terhesgondozási szűrés során felfedezett kromoszomális és genetikai rendellenesség
  - O28.8 Terhesgondozási szűrés során felfedezett egyéb rendellenességek
  - O28.9 Terhesgondozási szűrés során felismert rendellenesség k.m.n.
- O29 Anaesthesiológiai szövődmények a terhesség alatt
  - O29.0 Anaesthesiológiai eredetű tüdőszövődmények a terhesség alatt
  - O29.1 Anaesthesiológiai eredetű cardiális szövődmények a terhesség alatt
  - O29.2 Anaesthesiológiai eredetű központi idegrendszeri szövődmények a terhesség alatt
  - O29.3 Helyi érzéstelenítéssel összefüggő toxikus reakció a terhesség alatt
  - O29.4 Spinális és epidurális érzéstelenítéssel összefüggő fejfájás a terhesség alatt
  - O29.5 Spinális és epidurális érzéstelenítéssel összefüggő egyéb szövődmények a terhesség alatt
  - O29.6 Sikertelen vagy nehéz intubáció a terhesség alatt
  - O29.8 Anaesthesiológiai eredetű egyéb szövődmények a terhesség alatt
  - O29.9 Anaesthesiológiai eredetű szövődmény a terhesség alatt k.m.n.

## A magzattal, az amnion-üreggel és a szülés esetleges problémáival kapcsolatos veszélyeztetett terhesség (O30-O48)
- O30 Többes terhesség
  - O30.0 Ikerterhesség
  - O30.1 Hármas ikerterhesség
  - O30.2 Négyes ikerterhesség
  - O30.8 Többes terhesség egyéb
  - O30.9 Többes terhesség k.m.n.
- O31 Többes terhességgel összefüggő szövődmények
  - O31.0 Foetus papyraceus
  - O31.1 Továbbviselt többes terhesség valamely magzat korai vetélése után
  - O31.2 Továbbviselt többes terhesség egy vagy több magzat intrauterin elhalása után
  - O31.8 Többes terhesség egyéb szövődményei
- O32 Veszélyeztetett terhesség ismert vagy gyanított rendellenes fekvés miatt
  - O32.0 Veszélyeztetett terhesség változó fekvés miatt
  - O32.1 Veszélyeztetett terhesség medencevégű fekvés miatt
  - O32.2 Veszélyeztetett terhesség harántfekvés vagy ferdefekvés miatt
  - O32.3 Veszélyeztetett terhesség homlok- vagy arctartás miatt
  - O32.4 Veszélyeztetett terhesség terminusban bemenet felett mozgó koponya miatt
  - O32.5 Veszélyeztetett terhesség ikerterhességben észlelt fekvési és tartási rendellenességek miatt
  - O32.6 Veszélyeztetett terhesség vegyes fekvés (többes terhességben) miatt
  - O32.8 Veszélyeztetett terhesség egyéb ismert fekvési és tartási rendellenesség miatt
  - O32.9 Veszélyeztetett terhesség meghatározatlan fekvési és tartási rendellenesség miatt
- O33 Veszélyeztetett terhesség ismert vagy gyanított téraránytalanság miatt
  - O33.0 Veszélyeztetett terhesség téraránytalanságot okozó medence deformitás miatt
  - O33.1 Veszélyeztetett terhesség téraránytalanságot okozó általában szűk medence miatt
  - O33.2 Veszélyeztetett terhesség téraránytalanságot okozó bemenetben szűk medence miatt
  - O33.3 Veszélyeztetett terhesség téraránytalanságot okozó kimenetben szűk medence miatt
  - O33.4 Veszélyeztetett terhesség anyai és magzati téraránytalanság miatt
  - O33.5 Veszélyeztetett terhesség téraránytalanságot okozó nagy magzat miatt
  - O33.6 Veszélyeztetett terhesség téraránytalanságot okozó hydrocephalus miatt
  - O33.7 Veszélyeztetett terhesség téraránytalanságot okozó egyéb magzati deformitások miatt
  - O33.8 Veszélyeztetett terhesség téraránytalanságot okozó egyéb okból
  - O33.9 Veszélyeztetett terhesség téraránytalanság miatt k.m.n.
- O34 Veszélyeztetett terhesség a kismedencei szervek ismert vagy gyanított rendellenességei miatt
  - O34.0 Veszélyeztetett terhesség a méh veleszületett fejlődési rendellenessége miatt
  - O34.1 Veszélyeztetett terhesség a méhtest daganata miatt
  - O34.2 Veszélyeztetett terhesség a méhen végzett előzetes műtét miatt
  - O34.3 Veszélyeztetett terhesség méhnyakelégtelenség miatt
  - O34.4 Veszélyeztetett terhesség a cervix egyéb rendellenességei miatt
  - O34.5 Veszélyeztetett terhesség a terhes méh egyéb rendellenességei miatt
  - O34.6 Veszélyeztetett terhesség a hüvely rendellenességei miatt
  - O34.7 Veszélyeztetett terhesség a vulva és a gát rendellenességei miatt
  - O34.8 Veszélyeztetett terhesség a kismedencei szervek egyéb rendellenességei miatt
  - O34.9 Veszélyeztetett terhesség a kismedencei szervek k.m.n. rendellenességei miatt
- O35 Veszélyeztetett terhesség a magzat ismert vagy gyanított betegségei miatt
  - O35.0 Veszélyeztetett terhesség a magzati központi idegrendszer (gyanított) fejlődési rendellenessége miatt
  - O35.1 Veszélyeztetett terhesség a magzat (gyanított) kromoszóma rendellenessége miatt
  - O35.2 Veszélyeztetett terhesség a magzat (gyanított) örökletes betegsége miatt
  - O35.3 Veszélyeztetett terhesség a magzat (gyanított) vírusbetegsége miatt
  - O35.4 Veszélyeztetett terhesség alkoholizmus okozta (gyanított) magzati károsodás miatt
  - O35.5 Veszélyeztetett terhesség kábítószer fogyasztás okozta (gyanított) magzati károsodás miatt
  - O35.6 Veszélyeztetett terhesség a magzat ionizáló sugárzás okozta (gyanított) károsodása miatt
  - O35.7 Veszélyeztetett terhesség a magzat egyéb orvosi beavatkozás okozta (gyanított) károsodása miatt
  - O35.8 Veszélyeztetett terhesség a magzat (gyanított) egyéb károsodása miatt
  - O35.9 Veszélyeztetett terhesség a magzat (gyanított) meghatározatlan rendellenessége vagy károsodása miatt
- O36 Veszélyeztetett terhesség egyéb ismert vagy gyanított magzati szövődmény miatt
  - O36.0 Veszélyeztetett terhesség Rh izoimmunizáció miatt
  - O36.1 Veszélyeztetett terhesség egyéb vércsoport összeférhetetlenség miatt
  - O36.2 Veszélyeztetett terhesség magzati hydrops miatt
  - O36.3 Veszélyeztetett terhesség magzati hypoxia jelei miatt
  - O36.4 Veszélyeztetett terhesség intrauterin elhalás miatt
  - O36.5 Veszélyeztetett terhesség a magzat növekedési elmaradása miatt
  - O36.6 Veszélyeztetett terhesség excesszív nagy magzati növekedés miatt
  - O36.7 Veszélyeztetett terhesség kihordott hasűri terhesség miatt
  - O36.8 Veszélyeztetett terhesség egyéb magzati szövődmény miatt
  - O36.9 Veszélyeztetett terhesség k.m.n. magzati eltérés miatt
- O40 Hydramnion (polyhydramnion)
- O41 A magzatvíz és a burkok egyéb rendellenességei
  - O41.0 Oligohydramnion
  - O41.1 Az amnionűr és a burkok fertőzése
  - O41.8 Egyéb, a magzatvízzel és a burkokkal összefüggő ismert rendellenességek
  - O41.9 A magzatvízzel és burkokkal összefüggő rendellenesség, k.m.n.
- O42 Időelőtti burokrepedés
  - O42.0 Időelőtti burokrepedés a szülés megindulása előtt 24 órán belül
  - O42.1 Időelőtti burokrepedés több mint 24 órával a szülés megindulása előtt
  - O42.2 Időelőtti burokrepedés, konzervatív kezeléssel
  - O42.9 Időelőtti burokrepedés, k.m.n.
- O43 Lepényi rendellenességek
  - O43.0 Placentáris transzfúzió szindrómák
  - O43.1 A lepény fejlődési rendellenessége
  - O43.8 Egyéb lepényi rendellenességek
  - O43.9 Lepényi rendellenesség k.m.n.
- O44 Placenta praevia
  - O44.0 Elölfekvő lepény, vérzés nélkül
  - O44.1 Elölfekvő lepény vérzéssel
- O45 Korai lepényleválás [abruptio placentae]
  - O45.0 Korai lepényleválás véralvadási zavarral
  - O45.8 Egyéb korai lepényleválás
  - O45.9 Korai lepényleválás k.m.n.
- O46 Vérzés a szülés megindulása előtt, m.n.o.
  - O46.0 Vérzés a szülés megindulása előtt, alvadászavarral
  - O46.8 Egyéb vérzés a szülés megindulás előtt
  - O46.9 Vérzés a szülés megindulása előtt k.m.n.
- O47 Jóslófájások
  - O47.0 Jóslófájások a terhesség befejezett 37. hete előtt
  - O47.1 Jóslófájások a 37. terhességi héten vagy azután
  - O47.9 Jóslófájás k.m.n.
- O48 Túlhordás

## A vajúdás és a szülés rendellenességei (O60-O75)
- O60 Koraszülés
- O61 Sikertelen szülésindítás
  - O61.0 Sikertelen gyógyszeres szülésindítás
  - O61.1 Sikertelen eszközös szülésindítás
  - O61.8 Egyéb sikertelen szülésindítás
  - O61.9 Sikertelen szülésindítás k.m.n.
- O62 A szülőfájások rendellenességei
  - O62.0 Elsődleges fájásgyengeség
  - O62.1 Másodlagos fájásgyengeség
  - O62.2 Egyéb méhrenyheség
  - O62.3 Rohamos szülés
  - O62.4 Hypertoniás, rendszertelen és elhúzódó méhösszehúzódások
  - O62.8 A szülőfájások egyéb rendellenességei
  - O62.9 A szülőfájások rendellenességei k.m.n.
- O63 Elhúzódó szülés
  - O63.0 Elhúzódó tágulási szak
  - O63.1 Elhúzódó kitolási szak
  - O63.2 A második, harmadik stb. magzat elhúzódó szülése többes szülés során
  - O63.9 Elhúzódó szülés k.m.n.
- O64 Elakadt szülés a magzat tartási és fekvési rendellenessége miatt
  - O64.0 Elakadt szülés a magzati fej inkomplett rotációja miatt
  - O64.1 Elakadt szülés medencevégű fekvés miatt
  - O64.2 Elakadt szülés arctartás miatt
  - O64.3 Elakadt szülés homloktartás miatt
  - O64.4 Elakadt szülés válltartás miatt
  - O64.5 Elakadt szülés összetett tartási rendellenesség miatt
  - O64.8 Elakadt szülés egyéb tartási és fekvési rendellenesség miatt
  - O64.9 Elakadt szülés tartási és fekvési rendellenesség miatt k.m.n.
- O65 Elakadt szülés az anyai medence rendellenességei miatt
  - O65.0 Elakadt szülés deformált medence miatt
  - O65.1 Elakadt szülés általában szűk medence miatt
  - O65.2 Elakadt szülés bemenetben szűk medence miatt
  - O65.3 Elakadt szülés az üregben és a kimenetben szűk medence miatt
  - O65.4 Elakadt szülés a magzat és a medence közti téraránytalanság miatt k.m.n.
  - O65.5 Elakadt szülés az anyai medence szerveinek rendellenessége miatt
  - O65.8 Elakadt szülés az anyai medence egyéb rendellenességei miatt
  - O65.9 Elakadt szülés az anyai medence rendellenessége miatt, k.m.n.
- O66 Egyéb elakadt szülés
  - O66.0 Elakadt szülés váll dystocia miatt
  - O66.1 Elakadt szülés az ikrek összeakadása miatt
  - O66.2 Elakadt szülés szokatlanul nagy magzat miatt
  - O66.3 Elakadt szülés egyéb magzati rendellenességek miatt
  - O66.4 Sikertelen szülés k.m.n.
  - O66.5 Sikertelenül alkalmazott vacuum extractio és fogóműtét, k.m.n.
  - O66.8 Egyéb meghatározott okból elakadt szülés
  - O66.9 Elakadt szülés k.m.n.
- O67 Szülés alatti vérzéssel szövődött vajúdás és szülés m.n.o.
  - O67.0 Szülés alatti vérzés alvadási zavarral
  - O67.8 Egyéb szülés alatti vérzés
  - O67.9 Szülés alatti vérzés k.m.n.
- O68 Vajúdás és szülés magzati stresszel [distress] komplikálva
  - O68.0 Vajúdás és szülés magzati szívfrekvencia anomáliával szövődve
  - O68.1 Vajúdás és szülés meconiumtartalmú magzatvízzel szövődve
  - O68.2 Vajúdás és szülés magzati szívfrekvencia anomáliával és meconiumtartalmú magzatvízzel szövődve
  - O68.3 Vajúdás és szülés a magzati stressz biokémiai jeleivel szövődve
  - O68.8 Vajúdás és szülés a magzati stressz egyéb jeleivel szövődve
  - O68.9 Vajúdás és szülés magzati stresszel szövődve, k.m.n.
- O69 Vajúdás és szülés köldökzsinór szövődményekkel
  - O69.0 Vajúdás és szülés előesett köldökzsinórral szövődve
  - O69.1 Vajúdás és szülés szorosan a nyakra csavarodott köldökzsinórral szövődve
  - O69.2 Vajúdás és szülés egyéb köldökzsinór csavarodással szövődve
  - O69.3 Vajúdás és szülés rövid köldökzsinórral szövődve
  - O69.4 Vajúdás és szülés vasa praevia-val szövődve
  - O69.5 Vajúdás és szülés a köldökzsinór érsérülésével szövődve
  - O69.8 Vajúdás és szülés egyéb köldökzsinór komplikációkkal szövődve
  - O69.9 Vajúdás és szülés köldökzsinór komplikációval szövődve k.m.n.
- O70 Gátsérülés a szülés alatt
  - O70.0 Elsőfokú gátrepedés
  - O70.1 Másodfokú gátrepedés a szülés alatt
  - O70.2 Harmadfokú gátrepedés a szülés alatt
  - O70.3 Negyedfokú gátrepedés a szülés alatt
  - O70.9 Szülés alatti gátsérülés k.m.n.
- O71 Egyéb szülési sérülés
  - O71.0 Méhrepedés a szülés megindulása előtt
  - O71.1 Méhrepedés a vajúdás alatt
  - O71.2 Méhkifordulás a szülés után
  - O71.3 Szülési méhnyakrepedés
  - O71.4 Szülési (önálló) magas hüvelyfalrepedés
  - O71.5 A kismedencei szervek egyéb szülési sérülése
  - O71.6 A medence ízületeinek, és szalagjainak szülési károsodása
  - O71.7 Szülési medencei haematoma
  - O71.8 Egyéb meghatározott szülési sérülés
  - O71.9 Szülési sérülés k.m.n.
- O72 Szülés utáni vérzés
  - O72.0 Vérzés a lepényi szakban
  - O72.1 Egyéb vérzés közvetlenül a szülés után
  - O72.2 Elhúzódó és másodlagos vérzés szülés után
  - O72.3 Szülés utáni véralvadási zavarok
- O73 Placenta és burok visszamaradás vérzés nélkül
  - O73.0 Lepényvisszamaradás vérzés nélkül
  - O73.1 Lepény vagy burkokrészletek visszamaradása vérzés nélkül
- O74 Anaesthesiológiai szövődmények a vajúdás és szülés alatt
  - O74.0 A vajúdás és szülés alatti érzéstelenítés okozta aspirációs pneumonitis
  - O74.1 Egyéb tüdő szövődmények a vajúdás és szülés alatti érzéstelenítéstől
  - O74.2 Cardiális szövődmények a vajúdás és szülés alatt az érzéstelenítéstől
  - O74.3 Központi idegrendszeri szövődmények a vajúdás és szülés alatt az érzéstelenítéstől
  - O74.4 Toxikus reakció a vajúdás és szülés alatt az érzéstelenítéstől
  - O74.5 A vajúdás és szülés alatti spinális és epidurális érzéstelenítéssel összefüggő fejfájás
  - O74.6 A spinális és epidurális érzéstelenítés egyéb szövődményei vajúdás és szülés alatt
  - O74.7 Sikertelen vagy nehéz intubáció a vajúdás és szülés alatt
  - O74.8 Az érzéstelenítés egyéb szövődményei a vajúdás és szülés alatt
  - O74.9 Az érzéstelenítés szövődménye vajúdás és szülés alatt k.m.n.
- O75 A vajúdás és a szülés egyéb m.n.o. szövődményei
  - O75.0 Anyai distress a vajúdás és a szülés alatt
  - O75.1 Shock a vajúdás és szülés alatt vagy után
  - O75.2 Láz a vajúdás alatt m.n.o.
  - O75.3 Egyéb fertőzés a vajúdás alatt
  - O75.4 Szülészeti műtétekkel és eljárásokkal összefüggő egyéb szövődmények
  - O75.5 Elhúzódó szülés burokrepesztés után
  - O75.6 Elhúzódó szülés spontán vagy k.m.n. burokrepedést követően
  - O75.7 Vaginális szülés, előzetes császármetszés után
  - O75.8 A vajúdás és a szülés egyéb meghatározott szövődményei
  - O75.9 A vajúdás és szülés szövődménye k.m.n.

## Szülés (O80-O84)
- O80 Egyes spontán szülés
  - O80.0 Koponyavégű, spontán egyes hüvelyi szülés
  - O80.1 Medencevégű spontán egyes hüvelyi szülés
  - O80.8 Egyéb spontán egyes szülés
  - O80.9 Spontán egyes szülés, k.m.n.
- O81 Egyes szülés fogóműtéttel és vacuum extractióval
  - O81.0 Szülés kimeneti fogóműtéttel
  - O81.1 Szülés üregi fogóműtéttel
  - O81.2 Szülés üregi fogóműtéttel, a koponya forgatásával
  - O81.3 Szülés egyéb és k.m.n. fogóműtéttel
  - O81.4 Szülés vacuum extractióval
  - O81.5 Szülés fogó és vacuum extractio együttes alkalmazásával
- O82 Egyes szülés császármetszéssel
  - O82.0 Szülés elektív császármetszéssel
  - O82.1 Szülés sürgősségi császármetszéssel
  - O82.2 Szülés császármetszéssel és méheltávolítással
  - O82.8 Egyéb egyes szülés császármetszéssel
  - O82.9 Szülés császármetszéssel k.m.n.
- O83 Egyéb egyes szülés műfogással
  - O83.0 Farlehúzásos extractio
  - O83.1 Egyéb műfogásos szülés farfekvés esetén
  - O83.2 Egyéb, műfogással segített szülés
  - O83.3 Élő magzat szülése hasűri terhességben
  - O83.4 Darabolásos műtét szülés kapcsán
  - O83.8 Egyéb egyes szülés meghatározott műfogással
  - O83.9 Egyes szülés műfogással k.m.n.
- O84 Többes szülés
  - O84.0 Többes szülés, valamennyi spontán
  - O84.1 Többes szülés, valamennyi fogóval és vacuum extractorral
  - O84.2 Többes szülés, valamennyi császármetszéssel
  - O84.8 Egyéb többes szülés
  - O84.9 Többes szülés k.m.n.

## Főleg a gyermekággyal kapcsolatos szövődmények (O85-O92)
- O85 Gyermekágyi láz [sepsis puerperalis]
- O86 Egyéb gyermekágyi fertőzések
  - O86.0 Szülészeti műtéti sebfertőzés
  - O86.1 A genitális traktus egyéb fertőzése szülés után
  - O86.2 A húgyutak egyéb fertőzései szülés után
  - O86.3 A genitourináris traktus egyéb fertőzései szülés után
  - O86.4 Ismeretlen eredetű lázas állapot szülés után
  - O86.8 Egyéb meghatározott gyermekágyi fertőzések
- O87 Vénás szövődmények a gyermekágy alatt
  - O87.0 Felületes thrombophlebitis a gyermekágyban
  - O87.1 Mélyvénás thrombosis a gyermekágyban
  - O87.2 Aranyér a gyermekágyban
  - O87.3 Agyi vénás thrombosis a gyermekágyban
  - O87.8 Egyéb vénás szövődmények a gyermekágyban
  - O87.9 Vénás szövődmények a gyermekágyban k.m.n.
- O88 Szülészeti embólia
  - O88.0 Légembólia szüléssel összefüggésben
  - O88.1 Magzatvíz embólia
  - O88.2 Thromboembólia szüléssel összefüggésben
  - O88.3 Szeptikus embolizáció szüléssel összefüggésben
  - O88.8 Egyéb, szülészeti embólia
- O89 Anaesthesiológiai szövődmények a gyermekágy alatt
  - O89.0 Az érzéstelenítés tüdőszövődményei a gyermekágy alatt
  - O89.1 Az érzéstelenítés cardiális szövődményei a gyermekágy alatt
  - O89.2 Az érzéstelenítés központi idegrendszeri szövődményei a gyermekágy alatt
  - O89.3 Toxikus reakció helyi érzéstelenítéstől a gyermekágy alatt
  - O89.4 Spinális és epidurális érzéstelenítés okozta fejfájás a gyermekágy alatt
  - O89.5 A spinális és epidurális érzéstelenítés egyéb szövődményei a gyermekágy alatt
  - O89.6 Sikertelen vagy nehéz intubáció a gyermekágy alatt
  - O89.8 Az érzéstelenítés egyéb szövődményei a gyermekágy alatt
  - O89.9 Anaesthesiológiai szövődmény a gyermekágy alatt, k.m.n.
- O90 A gyermekágy szövődményei m.n.o.
  - O90.0 A császármetszés sebének szétválása
  - O90.1 A gát szülészeti sebének szétválása
  - O90.2 Szülészeti seb vérömlenye
  - O90.3 Cardiomyopathia a gyermekágyban
  - O90.4 Akut veseelégtelenség szülés után
  - O90.5 Thyreoiditis szülés után
  - O90.8 A gyermekágy egyéb szövődményei m.n.o.
  - O90.9 A gyermekágy szövődménye k.m.n.
- O91 Az emlő szüléshez társuló fertőzései
  - O91.0 A mellbimbó szüléshez társuló fertőzései
  - O91.1 Emlőtályog szüléshez társulva
  - O91.2 Nem gennyes emlőgyulladás szüléshez társulva
- O92 Az emlő és tejelválasztás egyéb szüléshez társult rendellenességei
  - O92.0 Befordult emlőbimbó szüléshez társulva
  - O92.1 Repedezett emlőbimbó szüléshez társulva
  - O92.2 Az emlő egyéb és k.m.n. rendellenességei szüléshez társulva
  - O92.3 Agalactia
  - O92.4 Hypogalactia
  - O92.5 Szupprimált lactatio
  - O92.6 Galactorrhoea
  - O92.7 A tejelválasztás egyéb és k.m.n. rendellenességei

## Egyéb szülészeti állapotok, m.n.o. (O95-O99)
- O95 Szülészeti halál ismeretlen okból
- O96 Halál bármely szülészeti okból, több mint 42 nappal, de kevesebb mint egy évvel szülés után
- O97 Közvetlen szülészeti okok következményei okozta halál
- O98 Máshová besorolható anyai fertőző és parazitás betegségek, melyek a terhességet, szülést és a gyermekágyat komplikálják
  - O98.0 A terhességet, szülést és gyermekágyat komplikáló gümőkór
  - O98.1 A terhességet, szülést és gyermekágyat komplikáló szifilisz
  - O98.2 A terhességet, szülést és gyermekágyat komplikáló gonorrhoea
  - O98.3 Egyéb, főleg szexuális úton terjedő fertőzések, amelyek a terhességet, szülést és gyermekágyat komplikálják
  - O98.4 A terhességet, szülést és gyermekágyat komplikáló vírushepatitis
  - O98.5 A terhességet, szülést és gyermekágyat komplikáló egyéb vírusbetegségek
  - O98.6 A terhességet, szülést, és gyermekágyat komplikáló protozoon betegségek
  - O98.8 A terhességet, szülést és gyermekágyat komplikáló egyéb anyai fertőző és parazitás betegségek
  - O98.9 A terhességet, szülést, és gyermekágyat komplikáló anyai k.m.n. fertőző és parazitás betegségek
- O99 Egyéb, máshova besorolható anyai betegségek amelyek a terhességet, szülést és gyermekágyat komplikálják
  - O99.0 A terhességet, szülést, és gyermekágyat komplikáló anaemia
  - O99.1 A terhességet, szülést és gyermekágyat komplikáló vér és vérképzőszervi betegségek valamint az immunmechanizmust érintő bizonyos felsorolt állapotok, rendellenességek
  - O99.2 A terhességet, szülést és gyermekágyat komplikáló endokrin, táplálkozási és anyagcsere betegségek
  - O99.3 A terhességet, szülést és gyermekágyat komplikáló mentális rendellenességek és idegrendszeri betegségek
  - O99.4 A terhességet, szülést és gyermekágyat komplikáló keringési rendszeri betegségek
  - O99.5 A terhességet, szülést és gyermekágyat komplikáló légzőrendszeri betegségek
  - O99.6 A terhességet szülést és gyermekágyat komplikáló emésztőrendszeri betegségek
  - O99.7 A terhességet, szülést és gyermekágyat komplikáló bőr és bőralatti szövet betegségei
  - O99.8 A terhességet, szülést és gyermekágyat komplikáló egyéb meghatározott betegségek és állapotok

| Sorszám | Főcsoport                                                                                                | BNO kódok |
| ------- | --- | --------- |
| 01      | BNO-10-01 – Fertőző és parazitás betegségek                                                              | A00–B99   |
| 02      | BNO-10-02 – Daganatok                                                                                    | C00–D48   |
| 03      | BNO-10-03 – A vér és a vérképző szervek betegségei és az immunrendszert érintő bizonyos rendellenességek | D50–D89   |
| 04      | BNO-10-04 – Endokrin, táplálkozási és anyagcsere betegségek                                              | E00–E90   |
| 05      | BNO-10-05 – Mentális és viselkedészavarok                                                                | F00–F99   |
| 06      | BNO-10-06 – Az idegrendszer betegségei                                                                   | G00–G99   |
| 07      | BNO-10-07 – A szem és függelékeinek betegségei                                                           | H00–H59   |
| 08      | BNO-10-08 – A fül és a csecsnyúlvány megbetegedései                                                      | H60–H95   |
| 09      | BNO-10-09 – A keringési rendszer betegségei                                                              | I00–I99   |
| 10      | BNO-10-10 – A légzőrendszer betegségei                                                                   | J00–J99   |
| 11      | BNO-10-11 – Az emésztőrendszer betegségei                                                                | K00–K93   |
| 12      | BNO-10-12 – A bőr és bőralatti szövet betegségei                                                         | L00–L99   |
| 13      | BNO-10-13 – A csont-izomrendszer és kötőszövet betegségei                                                | M00–M99   |
| 14      | BNO-10-14 – Az urogenitális rendszer megbetegedései                                                      | N00–N99   |
| 15      | BNO-10-15 – Terhesség, szülés és a gyermekágy                                                            | O00–O99   |
| 16      | BNO-10-16 – A perinatális szakban keletkező bizonyos állapotok                                           | P00–P96   |
| 17      | BNO-10-17 – Veleszületett rendellenességek, deformitások és kromoszómaabnormitások                       | Q00–Q99   |
| 18      | BNO-10-18 – Máshova nem osztályozott panaszok, tünetek és kóros klinikai és laboratóriumi leletek        | R00–R99   |
| 19      | BNO-10-19 – Sérülés, mérgezés és külső okok bizonyos egyéb következményei                                | S00–T98   |
| 20      | BNO-10-20 – A morbiditás és mortalitás külső okai                                                        | V01–Y98   |
| 21      | BNO-10-21 – Az egészségi állapotot és egészségügyi szolgálatokkal való kapcsolatot befolyásoló tényezők  | Z00–Z99   |
| (22)    | BNO-10-22 – Speciális kódok                                                                              | U00–U99   |